# A Night in Copenhagen
A Night in Copenhagen (с англ. — «Ночь в Копенгагене») — концертный альбом американского джазового саксофониста Чарльза Ллойда, выпущенный на Blue Note Records в 1985 году. Включает выступление, записанное 11 июля 1983 года в Копенгагене Ллойдом с Мишелем Петруччиани (фортепиано), Палле Даниэльссоном (контрабас) и Вуди Теусом (барабаны) при участии приглашенного вокалиста Бобби Макферрина.

## Отзывы
| Оценки критиков | Оценки критиков |
| Источник        | Оценка          |
| --------------- | --------------- |
| Allmusic        | [ 2 ]           |

Альбом A Night in Copenhagen получил положительные отзывы критиков.
В рецензии на AllMusic Скот Яноу поставил ему 4 звезды, отметив: «Ллойд, которого Петруччиани вытащил из затворничества, звучал практически без изменений с прежних времен; страсть и энтузиазм по-прежнему присутствуют. Лидер играет на теноре, флейте и экзотическом китайском гобое соне в семи своих оригинальных композициях, включая две („Of Course, Of Course“ и „Sweet Georgia Bright“), которые впервые были представлены на этом переиздании CD. Басист Палле Даниэльссон и барабанщик Вуди Теус отлично поддерживают его, а замечательный певец Бобби Макферрин весьма креативно распевается в „Of Course, Of Course“ и „Third Floor Richard“. Рекомендуем».

## Список композиций
Автор всех композиций Чарльз Ллойд.
1. «Lotus Land (To Thakur and Trane)» 9:08
2. «Lady Day» 7:22
3. «El Encanto» 6:23
4. «Third Floor Richard» 8:14
5. «Night Blooming Jasmine» 14:23
6. «Of Course, Of Course» Bonus Track on CD 9:45
7. «Sweet Georgia Bright» Bonus Track on CD 11:45
  - Записано на Копенгагенском джазовом фестивале, Копенгаген, Дания, 11 июля 1983 года

## Персоналии
- Чарльз Ллойд — тенор-саксофон (треки 2, 5, 7), флейта (3, 4, 6), сона (1)
- Мишель Петруччиани (фортепиано)
- Палле Даниэльссон (контрабас)
- Вуди Теус (барабаны)
- Бобби Макферрин (вокал, треки 4 и 6)